# Rascló de Nova Bretanya
El rascló de Nova Bretanya (Hypotaenidia insignis) és una espècie d'ocell de la família dels ràl·lids (Rallidae) que habita els bosc humit de Nova Bretanya.